# Hannes Wader singt Shanties
Hannes Wader singt Shanties ist ein Album des Sängers und Liedermachers Hannes Wader aus dem Jahr 1978.

## Bedeutung
Spätestens seit dem Album Volkssänger (1975) wurde Hannes Wader auch als solcher bekannt. Schon zuvor hatte er sich über das Album Plattdeutsche Lieder (1974) mit den Liedern des Volkes auseinandergesetzt. Dem deutschen Liedgut widmete sich Hannes Wader auch mit den Alben Hannes Wader singt Arbeiterlieder (1976) und Hannes Wader singt Volkslieder (1990), mit denen er nochmals an seine Zeit als Volkssänger anknüpfte.
Wader machte das Volkslied wieder populär und hatte es aus der politisch rechten Ecke herausgeholt, in die es durch den Missbrauch der Nationalsozialisten geraten war. Das Singen von Volksliedern war seither nicht länger verpönt, was dadurch deutlich wird, dass auch andere Gruppen der Folkbewegung und Liedermacher-Szene sich dem traditionellen deutschen Liedgut verschrieben, zum Beispiel Zupfgeigenhansel und Liederjan.

## Titelliste
1. Ei hoh – 1:34
2. De Hoffnung – 3:03
3. Reine Natur – 3:13
4. Der untofredene Seemann – 2:20
5. Käpt’n Kidd – 3:28
6. Rolling Home – 5:02
7. Hamburger Veermaster – 4:17
8. Hein Flott – 2:00
9. Köm un Beer för mi – 2:06
10. Krüüzfoahrt – 2:55
11. De Kock – 2:53
12. Shenandoah – 3:07

## Besonderheiten
Die neuen Shanties auf diesem Album wurden von Hannes Wader zu Texten von Hein Hoop vertont.
Wader produzierte das Album auch.
Der Toningenieur war Conny Plank.
Mit Ausnahme des letzten Liedes Shenandoah wurden alle Titel in Plattdeutsch gesungen. Es ist nach Plattdeutsche Lieder (1974) das zweite Album in dieser Sprache.
Mit diesem Album beendete Hannes Wader praktisch seine Interpretationen von Volksliedern. Erst 1990 knüpfte er mit Hannes Wader singt Volkslieder daran nochmals an.